# Jan Mikołaj Chodkiewicz

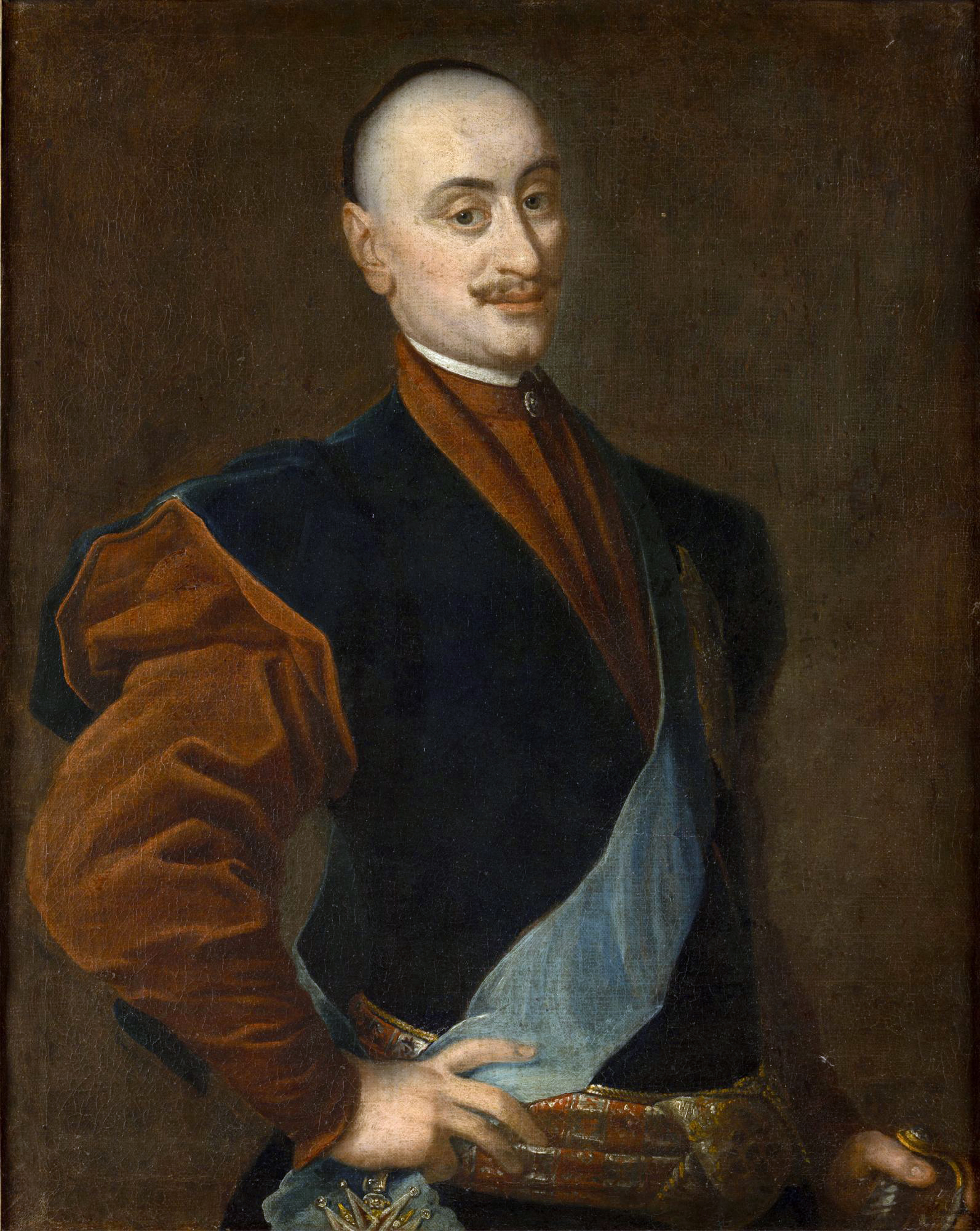
Jan Mikołaj Chodkiewicz

Jan Mikołaj Chodkiewicz (* 14. Dezember 1738 in Danzig; † 2. Februar 1781 in Tschornobyl, Polen-Litauen, heute Ukraine) war ein polnisch-litauischer Aristokrat ruthenischer Herkunft. Er entstammte dem Adelsgeschlecht der Chodkiewicz, war Graf auf Szkłów im heutigen Belarus und Starost von Wielona.

## Leben
Jan Mikołaj war der Sohn von Adam Tadeusz Chodkiewicz (1711–1745) und der Ewa Rozalia Chodkiewicz (1710–1769), geborene Hutten-Czapska. Nachdem er sein Studium an der Universität Vilnius 1757 beendet hatte, trat er im Rang eines Obersts der königlich-polnischen Armee bei. In den Jahren 1758 und 1759 nahm er am Siebenjährigen Krieg auf der Seite Frankreichs teil. 1764 war er Abgeordneter zum polnischen Sejm, der die Wahl eines neuen polnischen Königs vorbereitete und einige Reformen einleitete. Er stimmte für die Wahl des Grafen Stanislaus August Poniatowski zum neuen König, der ihn später als erwählter König aus Dankbarkeit in den Rang eines Generals erhob und zum Generalstarost des Herzogtums Samogitien ernannte, einer Verwaltungseinheit innerhalb des Großfürstentums Litauen. Während der Konföderation von Bar war er wankelmütig und unterstützte je nach politisch-militärischer Lage auch russische und preußische Militärführer, die seine privaten Latifundien schützen ließen. 1778 wurde er General-Leutnant der Russischen Armee, aus der er wenig später austrat. Er war Träger des Sankt-Stanislaus-Ordens (ab 1764) und des Ordens vom Weißen Adler (ab 1774).
Jan Mikołaj Chodkiewicz starb am 2. Februar 1781 in Tschernobyl und wurde im orthodoxen Kloster von Supraśl in Podlachien beigesetzt.

## Ehe und Nachkommen
Er heiratete 1766 in Podhorce Maria Ludwika Chodkiewicz (1744–1816), geborene Rzewuska. Aus der Ehe gingen mehrere Kinder hervor:
- Elżbieta Chodkiewicz (1767–1804), heiratete Fürst Maciej Radziwiłł (1749–1800)
- Rozalia Chodkiewicz (1768–1794), heiratete Fürst Aleksander Lubomirski (1751–1804)
- Aleksander Franciszek Chodkiewicz (1776–1838), Politiker, Forscher und Dichter
- Wacław Chodkiewicz, Józef Chodkiewicz, Ksawery Chodkiewicz und Anna Chodkiewicz verstarben in jungen Jahren